# آدام مولر
آدام مولر (انگلیسی: Adam Müller; ۳۰ ژوئن ۱۷۷۹ – ۱۷ ژانویهٔ ۱۸۲۹) نقاد، نظریه، اقتصاددان اهل آلمان بود.